# 清國井
八斗子清代官煤風坑，別名清國井，是台灣第一口官煤，創建於清光緒二年(1876年），為供應自強運動後福州船政局造船廠軍艦、兵輪用煤，為清朝後期台灣最重要的能源建設。現以列冊為基隆市歷史建築。

## 歷史

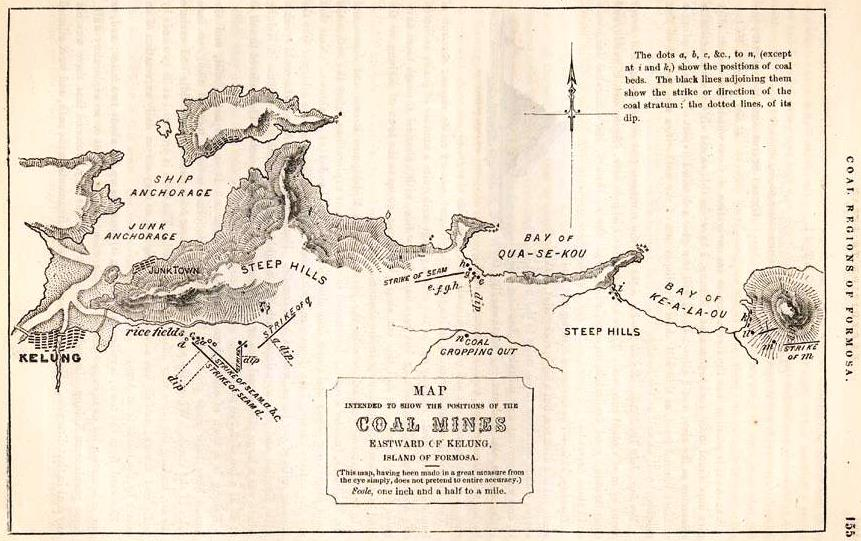
美國人所繪福爾摩沙-臺灣基隆以東煤礦分布，其中可見清國井

光緒二年（1876年）8月，滿清受到列強壓迫後，深感國力不足以扺禦外侮，因而啟動開礦政策下，欽差大臣沈葆禎和南洋大臣曾國荃因考慮基隆戰略地位，在聘請英國技師翟薩（David Tyzack）於北台灣產煤地點探勘後，最後則選定於雞籠老寮坑（現八斗子一帶）開設台灣第一座官礦清國井，並組設礦務局（後改為煤務局），引進新式的英式採礦設備，開鑿深90公尺，直徑約4公尺的直井，並在坑底裝蒸氣動排風機以供坑內空氣流動，提高了台灣單一礦坑開採的產量。

清國井的煤屬於石底層的本層煤，厚度達1公尺，供煤穩定，所產煤礦配合洋務運動，運往福建船政局使用，在1879年時該地礦工則高達1000人，日產200噸。並設舖輕便軌道，將產煤送至八斗子的煤港碼頭。然而歸因八斗子向斜面的地層結構，使得維護成本增加，及當地氣候與衛生條件影響人力資源、煤務局態度過於腐敗、資金不足等重大因素，最終不但開採技術、礦場管理、和運輸等技術沒有持續進步，更使產量始終未如預期。

光緒十年（1884年），清法戰爭爆發，法軍進犯基隆，督軍劉銘傳為避免煤礦落入敵軍，下令將採掘礦井機械搗毀，並燒掉所有開採出來儲存的燃煤，朝向礦井灌水，使法軍無法掠取煤炭資源，作為必要的防範措施所用。
戰後台灣建省，劉銘傳為首任台灣巡撫，並布政使司下設煤務局，重建礦山，積極推動煤礦開採，以裕國家財政，然而此刻清國井遭受重大打擊，積水始終難以全數抽除，最終導致官礦衰落，清廷則宣布礦產枯竭予以廢礦，服役時間僅為6年，此外日治時期，日本對此清廷留下的直井煤礦的叫法則取自「清國井」，因此得名至今。
近年由於海科館的興建，使得礦井土地所有人台電公司欲將其出售，因而引起地方居民及文史工作者的重視，在設立清國井遺址紀念碑以供後人瞻仰後，2015年11月2日，清國井主井、風坑列冊為基隆市歷史建築。

## 現況
當前，清國井周圍區域已被住宅區及蔓草圍繞，並設立清國井遺址紀念碑以供後人瞻仰，而遺跡共留存四大口，即主井、風坑、四方井和炭井。

### 主井
主井位於現調和街東側與臺鐵深澳支線間，於光緒二年(1876年)八月開坑，隔年三月即著煤，主井深82公尺，直徑3.81公尺，井口為圓形，如今已被大水泥塊封閉。不過石砌壁體仍保存完整。

### 風坑
主井位於主井附近，當前清國井遺址紀念碑也設立在其旁，通風井口因安全為由則同樣由大水泥塊封閉，但井口仍保持完整。

### 四方井和炭井
四方井與炭井雖在正式文件未有記載，但最終則確定應為清代時期官方開鑿的痕跡，四方井現存狀態未封，在調和街37~59號山路底，井口長約3公尺、寬2.5公尺，據稱當時為人員出入口所用，而炭井當前通風井口也被大水泥塊封閉，位於新北市瑞芳區榮興坑上方。

### 海國容才
當前位在調和街萬安堂後方廁所旁砂岩石壁有座「海國容才 撫州許庭瑞敬書」石刻，據稱與開採煤礦有關，推測刻於光緒元年（1875年）至光緒10年(西元1884年)之間，由福州船政局守備許廷瑞署名。